# Самар-Кая
Самар-Кая, или Сарма-Кая (укр. Самар-Кая, крымскотат. Samar Qaya, Самар Къая) — куполообразная вытянутая гора в Крыму. Находится у северо-западного края Демерджи-яйлы (Главная гряда Крымских гор), неподалёку от гор Северная Демерджи и Сарпа-Кая, на территории Симферопольского района.
Высота — 1270,5 метров над уровнем моря.
Гора пологая, по её склонам растёт травянистый покров. К западу и северо-западу скальные обрывы, поросшие соснами. На юго-западном склоне горы находится пещера МАН.

## Этимология
По одной версии название c крымскотатарского означает «обрывистая скала» (сарп — обрывистый, кая — скала). Самар может быть родоплеменным названием (генотопонимом); также в тюркских языках Самар является личным именем.
По другой версии с ногайского samar — большая деревянная, похожая на казан посуда, qaya — скала.
По ещё одной версии происходить из турецкого semer , в греческое σαμάρι — «вьючное седло». Буквально — седло-скала, скала с седловиной.